# 뉴엔AI
뉴엔AI(영어: NEWEN AI)는 인공지능(AI) 기반 비정형 빅데이터 분석 전문 기업이다. 구어체 비정형 언어모델을 기반으로 하며, 전자/통신, 유통/커머스, 방송/광고, 자동차/제조, 금융/보험, 주류/음료, 코스메틱/패션, 교육, 공공기관 등 여러 업종의 기업 및 공공기관을 대상으로 브랜드 및 마켓 분석, 대외 동향 분석, 소비자 심리 분석, 판매 수요 예측 분석 등의 서비스를 제공한다.

## 사업
뉴엔AI의 주요 서비스 모델로는 고객 맞춤형 AI분석 서비스인 ‘Quetta Enterprise’, 업종별 범용 AI 분석 서비스인 ‘Quetta Service’, 데이터 정제 및 가공 서비스인 ‘Quetta Data’가 있다.
2023년 뷰티 산업동향과 트렌드를 파악할 수 있는 K-뷰티 플랫폼을 시작으로 GlobeMind AI, 금융 CX 플랫폼, 글로벌MI, K-트렌즈, K-마켓 렌즈 등 8종의 신규 서비스 출시.
2025년 비정형 구어체 특화 AI 분석 모듈을 탑재한 구독형 AI 분석 서비스 Quettai(퀘타아이) 출시.
[주요 서비스 모델]
- Quetta Enterpris  고객 맞춤형 AI분석 서비스인 ‘Quetta Enterprise’는 고객의 니즈에 맞게 커스터마이징한 AI 기반 빅데이터 분석 플랫폼이다. 시장 분석, 마케팅 활동 분석, 소비자경험 분석, 기업(브랜드) 평판 분석, 판매 수요 예측 분석 등 다양한 목적에 맞게 적용할 수 있다. 이를 통해 경영진의 의사결정을 돕고 실무자의 업무효율성을 높일 수 있는 장점이 있다.
- Quetta Service  계정 발급만으로도 즉시 서비스 이용이 가능한 ‘Quetta Service’는 업종과 산업을 구분하지 않는 범용성이 뛰어난 ‘ Quettai ’ 서비스와, 전문적인 산업 도메인에 표준화된 서비스를 제공하는 Quetta_K_Beauty INSIGHT, Quetta_K_Market LENS 등 분석 목적에 맞게 AI 구독 서비스化된 다수의 제품이 있다.
- Quetta Data  빅데이터 정제 및 가공 서비스인 ‘Quetta Data’는 고객사의 자체 AI시스템에 활용될 수 있도록 가공된 데이터를 공급하는 서비스다. AI 또는 빅데이터 전담 부서가 있는 기업은 보안을 이유로 자체적으로 AI분석 플랫폼을 만들고자 하는 니즈가 있다, 이러한 고객사의 요구사항에 맞춰 레이블링, 가공, 전처리한 다양한 유형의 데이터를 API를 통해 공급한다.

## 주요 연혁
2025년
05월 포브스코리아 '2025 대한민국 AI 50' 대표 기업 2년 연속 선정
05월 2025 AI Excellence Summit Awards AI 의료혁신상 한국인공지능협회 협회장상
05월 제58회 과학의날 기념 과학기술통신부 장관표창(과학기술진흥유공)
04월 신세계프라퍼티 - 시즈널 트렌드 보고서 서비스 사업
03월 영국 경제일간지 파이낸셜타임즈, ‘2025 아시아·태평양 고성장 기업’ 2년 연속 선정
02월 2025년 산자부 '산업 글로벌 진출역량 강화 사업' 선정(수출바우처)
02월 뉴엔AI, 2025 K뷰티 아이콘 어워즈(K-BEAUTY ICON AWARDS) 공동 개최
02월 코스맥스 – 소셜 데이터 분석 서비스 사업
2024년
12월 2024 문화체육관광부 업무 유공 장관상 수상
12월 주식회사 GS리테일 베스트협력사상
12월 2024 아시아AI 대상 디지털플랫폼정부위원회 위원장상
12월 뉴엔AI, 해외 조달시장 진출 유망기업(G-PASS기업) 선정
12월 2024 대한민국 ICT 대상 디지털기술 분야, 과학기술정보통신부 장관상 수상
11월 스타벅스 - 브랜드 전략 보고서 서비스 사업
11월 2024 대한민국 인공지능대상, 중소벤처기업부 장관상 수상
10월 우아한형제들 - 데이터 수집, 분석 POC 서비스 사업
10월 기술특례상장을 위한 기술성 평가에서 'A,A' 등급 획득
09월 투썸플레이스 - 소셜빅데이터 분석 서비스 사업
09월 알에스엔(RSN)에서 (주)뉴엔에이아이(NEWEN AI)로 사명 변경
07월 불가리코리아 - 소셜 효과 분석 서비스 사업
06월 2024 생성형 AI 분석 플랫폼 퀘타 글로브마인드 AI(Quetta Globemind AI) 런칭
05월 2024 KOREA AI STARTUPS 446 등재
05월 'AI Technology Award' 한국인공지능협회 회장상 수상
05월 포브스코리아 '2024 대한민국 AI 50' 대표 기업 선정
04월 영국 경제일간지 파이낸셜타임즈, ‘2024 아시아·태평양 고성장 기업’선정
01월 2024 Emerging AI+X Top 100 선정
01월 전미소비자가전협회(CTA)와 코트라 승인을 받아 'CES 2024' 참가
2023년
12월 대한민국 성장 챔피언 2024 선정
10월 K-뷰티 맞춤 빅데이터 분석이 가능한 퀘타 K-뷰티 인사이트(Quetta K-Beauty Insight) 런칭
06월 업종별 타깃 시장의 트렌드 분석이 가능한 퀘타 K-마켓 렌즈(Quetta K-Market Lens) 런칭
03월 글로벌 SNS상에서 영향력 있는 오피니언 리더를 심화 분석하는 퀘타 오디언스(Quetta Audience) 런칭
02월 글로벌 경영 전략 및 의사결정에 도움이 되는 퀘타 글로벌 MI(Quetta Global MI) 런칭
01월 텍스트 데이터에 대한 주제 별 분류 사전 구축방법 및 이를 실행시키기 위한 프로그램을 기록한 컴퓨터로 읽을 수 있는 저장매체 – 특허 등록
2022년
08월 AI Center를 경기도 고양시 일산서구 킨텍스로 240, GIFC타워 25층으로 확장
2020년
09월 본점을 경기도 고양시 일산서구 킨텍스로 240, GIFC타워 24층으로 이전
2019년
12월 하이테크 어워드 빅데이터 부문 대상 수상 12월 산업통상자원부장관 표창
2017년
01월 GS인증(CFTI(China Fashion Trend Indiser)v1.0 / 1등급
2015년
02월 Hottolink 빅데이터 분석 파트너쉽 체결 01월 Weibo(sina) 한국 SBD 독점 파트너쉽 체결
2014년
03월 Twitter(GNIP) 한국 SBD 독점 파트너쉽 체결
2013년
10월 GS 인증(SMIS v2.0)
06월 온라인 글로벌 빅데이터 분류/분석 시스템 정부사업 진행
2012년
07월 본점을 경기도 고양시 일산동구 고봉로 32-19,703호 소재로 이전
04월 대용량 데이터의 텍스트마이닝을 위한 의미기반 분류 추출시스템 특허출원
04월 소셜네트워크 통합 분석을 위한 다중구조 데이터 규격화 처리시스템 특허출원
04월 소셜네트워크의 친밀도 기반 개인 네트워크 적출시스템 특허출원
2011년
12월 웹문서를 이용하여 설문조사용 질의문의 결과를 획득하는시스템 특허등록(10-1094511)
12월 노출도 분석을 이용한 유사문서 분류장치 특허등록(10-1092059)
12월 웹문서의 분류및 분석정확도를 향상시키는 문서전처리 장치특허등록(10-1092165)
12월 기술혁신형중소기업(INNO-BIZ)인증(중소기업청장 재중)
2009년
01월 기술혁신형중소기업(INNO-BIZ) 인증 (제 9063-32호)
2008년
11월 기업부설연구소인증 (제 2008110695 호)
08월 위기정보관리시스템V2.0 GS인증(제 08-0195호)
2007년
12월 벤처기업인증(제 20070203133호)
11월 경영혁신형중소기업인증(메인비즈) (제070507-02745)
06월 질의어에따른 대량문서기반 성향분석시스템특허등록(10-0731282)
05월 ISO14001취득 (K0357-EC)
04월 인쇄물위치정보제공시스템특허등록(10-0715320)
2006년
08월 본점을 경기도 고양시 일산동구 고봉로 32-19소재로 이전
2005년
05월 ISO9001 취득(QAIC/KR/11416)
04월 대표이사 변경으로 대표이사 배성환 취임
2004년
09월 대외정보시스템 및 대외정보처리방법 특허등록(10-0450054)
05월 본점:경기도 고양시 덕양구 성사동 704-10,403호,납인자본금100백만원
05월 소프트웨어 개발 및 공급업 등을 목적으로 대표이사 하정필에 의해 (주)알에스엔 설립